# Zellfreie fetale DNA
Zellfreie fetale DNA (Cell-free fetal DNA, cffDNA, cfDNA) ist fetale DNA, welche frei im mütterlichen Blutkreislauf zirkuliert. Sie wird in manchen Ländern im Zuge eines initialen Screenings bei der Schwangerschaftsdiagnostik untersucht.

## Eigenschaften
Die fetale DNA kann durch eine einfache Venenpunktion ab der 9. Schwangerschaftswoche bei der Mutter entnommen werden, es ist daher eine nichtinvasive und somit ungefährliche Alternative zur Fruchtwasseruntersuchung. Viele der auf dem Markt erhältlichen pränatalen Vaterschaftstests basieren auf dieser Methode, bei der die genetischen Marker (SNP) des angenommenen Vaters und des Embryos verglichen werden. Das Blut der Mutter und des angenommenen Vaters werden zu diesem Zweck ins Ausland verschickt, da jegliche pränatale Vaterschaftstests in Deutschland verboten sind.

## Zytogenetische Auffälligkeiten bei der Mutter
In seltenen Fällen können bei der Blutanalyse auch zytogenetische Abnormalitäten in der mütterlichen DNA gefunden werden, wie Trisomien oder Monosomien. In einer retrospektiven Kohortenstudie mit 107 Teilnehmerinnen mit zytogenetischen Auffälligkeiten konnte gezeigt werden, dass sich bei der Hälfte der Fälle (52 Teilnehmerinnen, 48 %) dann eine Krebsdiagnose bei der Mutter fand. In den meisten Fällen (31 Teilnehmerinnen) war das ein Lymphom. Oftmals fanden sich keine Symptome, oder diese wurden im Rahmen der Schwangerschaft fehlgedeutet. Zur Suche des Tumors hat sich als Verfahren mit höchster Sensitivität und Spezifität die Ganzkörper-Kernspintomographie gezeigt.